# Alexander Schallenberg
Alexander Georg Nicolas Schallenberg (ur. 20 czerwca 1969 w Bernie) – austriacki polityk, prawnik i urzędnik państwowy, w latach 2019–2021 i 2021–2025 minister spraw zagranicznych, w 2021 kanclerz Austrii, w 2025 pełniący obowiązki kanclerza Austrii.

## Życiorys
Studiował prawo na Uniwersytecie Wiedeńskim i na Université Panthéon-Assas. Kształcił się również w zakresie prawa europejskiego w Kolegium Europejskim w Brugii. W 1997 podjął pracę w federalnym ministerstwie spraw zagranicznych, gdzie zajmował się głównie sprawami dotyczącymi Unii Europejskiej. Przez kilka lat jako ekspert do spraw prawnych przebywał w stałym przedstawicielstwie Austrii przy UE w Brukseli. Pełnił później funkcję rzecznika prasowego ministrów Ursuli Plassnik i Michaela Spindeleggera. W 2013 minister spraw zagranicznych Sebastian Kurz powierzył mu stanowisko dyrektora działu strategicznego planowania polityki zagranicznej. W 2017 z rekomendacji Austriackiej Partii Ludowej brał udział w negocjacjach koalicyjnych w zakresie dotyczącym spraw zagranicznych. W 2018 powołany na szefa sekcji do spraw Unii Europejskiej w urzędzie kanclerza.
W czerwcu 2019 objął urząd ministra spraw zagranicznych i europejskich oraz integracji w technicznym rządzie Brigitte Bierlein. Powierzono mu także sprawy sztuki, kultury i mediów. W styczniu 2020 ponownie powołany na ministra spraw zagranicznych i europejskich w ramach do nowo powstałego drugiego rządu Sebastiana Kurza (początkowo odpowiadał w nim także za integrację). Rekomendacji na tę funkcję udzieliła mu wówczas Austriacka Partia Ludowa, do której sam przystąpił.
9 października 2021 Sebastian Kurz ogłosił rezygnację z urzędu kanclerza w związku z prowadzonym postępowaniem dotyczącym defraudacji funduszy publicznych. Na swojego następcę zaproponował dotychczasowego ministra spraw zagranicznych. Alexander Schallenberg został zaprzysiężony 11 października 2021. Skład jego gabinetu pozostał praktycznie bez zmian w porównaniu z poprzednim rządem (poza powołaniem nowego ministra spraw zagranicznych).
2 grudnia 2021 Sebastian Kurz zapowiedział wycofanie się z działalności politycznej, w tym odejście z funkcji przewodniczącego ÖVP. Tego samego dnia Alexander Schallenberg zadeklarował swoją dymisję z funkcji kanclerza; uzasadniał ją tym, że na czele partii i rządu powinna stać ta sama osoba, a sam nie będzie ubiegał się o stanowisko partyjne. Urząd kanclerza sprawował do 6 grudnia 2021, gdy na czele rządu stanął rekomendowany przez ludowców Karl Nehammer. Tego samego dnia w nowym gabinecie Alexander Schallenberg kolejny raz stanął na czele resortu spraw zagranicznych i europejskich.
10 stycznia 2025, wkrótce po złożeniu przez Karla Nehammera rezygnacji (po nieudanych rozmowach koalicyjnych), prezydent Alexander Van der Bellen powierzył mu wykonywanie obowiązków kanclerza. Alexander Schallenberg zakończył pełnienie obu funkcji rządowych 3 marca 2025, gdy zaprzysiężony został nowy rząd Christiana Stockera.

## Odznaczenia
- Krzyż Wielki Orderu Zasługi Księstwa Liechtenstein (2019)[16]
- Krzyż Wielki Orderu Zasługi Republiki Włoskiej (Włochy, 2020)[17]